# Yamaha Vity 125
Der Yamaha XC 125 Vity ist ein Motorroller mit 125-cm³-Motor, Saugrohreinspritzung und stufenlosem Automatikgetriebe (Riemengetriebe).
Seit 2008 produziert Yamaha den Motorroller in Taiwan.

## Technische Daten
- Motor: Luftgekühlter Viertakt-Einzylinder
- Hubraum in cm³: 125
- Verdichtung: 9,5 : 1
- Maximale Leistung: 6,4 kW / 8,7 PS bei 7500/min
- Maximales Drehmoment: 9,2 Nm bei 6000/min
- Zündung: Transistorzündung
- Gemischaufbereitung: Elektronisch geregelte Saugrohreinspritzung
- Starter: Elektrostarter
- Tankinhalt: 5,5 Liter

## Abmessung
- Länge: 1860 mm
- Breite: 670 mm
- Höhe: 1045 mm
- Radstand: 1250 mm